# Eikenes Station
Eikenes Station (Eikenes stasjon eller Eikenes holdeplass) var en jernbanestation på Vestfoldbanen, der lå ved indsøen Farris i Larvik kommune i Norge. Stationen bestod af et spor og en perron. Den sidste tid den var i drift, blev den kun betjent efter behov af et-to tog om dagen i hver retning.
Stationen blev oprettet som holdeplads 23. januar 1899. Oprindeligt hed den Ekenes, men den skiftede navn til Eikenes i april 1921. Den blev nedgraderet til trinbræt 1. juni 1958, men indtil 1. august 1963 tog lejet hjælp sig af gods i visse tog. Stationen blev nedlagt 7. august 2018 i forbindelse med de sidste arbejder forud for omlægningen af Vestfoldbanen ad en ny dobbeltsporet strækning mellem Larvik og Porsgrunn. Den nye strækning er en del af Bane Nors InterCity-projekt og følger hovedsageligt Europavej E18, om end den mest ligger i tunnel.
Stationsbygningen blev opført i bindingsværk i 1920. Den rummede oprindeligt ventesal og kontor. En tjenestebolig ved stationen blev opført efter tegninger af Peter Andreas Blix i 1880.